# 楊柏朗
楊柏朗（英語：Brian Yeung Pak-long，1995年2月14日—），香港男子網球運動員，在2017年世界大學生運動會夥拍黃俊鏗在男子雙打奪得銅牌，贏得香港網球歷史上首面世大運獎牌。

## 外部連結
- 楊柏朗（英文/西班牙文）的官方資料
- 楊柏朗的官方资料
- 楊柏朗的官方資料（英文）
- 楊柏朗的Facebook專頁
- Yeung Pak-long （页面存档备份，存于） at Harvard University